# 阿巴奧·連干·馬田斯
艾巴奧·連干·馬田斯（Abraão Lincoln Martins，1983年6月14日—）一般称作連干，生于巴西，巴西职业足球运动员，现效力于日本職業足球联赛(J2)球会湘南比馬队。